# Félix Martha-Beker
Pour les articles homonymes, voir Beker (homonymie) et Martha.
Félix-Victor Martha-Beker, comte de Mons, né à Strasbourg le 13 juillet 1808, décédé à Aubiat le 13 octobre 1885, était un historien, un homme politique et un scientifique.

## Sa vie
Fils de Joseph Martha et de Françoise Baegert, il était le neveu du général Beker qui, très affecté par la mort prématurée de son fils unique Napoléon, l’adopta en 1836 et lui transmit le nom de Beker, le titre de comte de Mons et le château éponyme situé sur la commune d’Aubiat.
Après avoir obtenu le diplôme de l'École polytechnique, il fit l'École des mines, et fut nommé ingénieur à Strasbourg. 
En 1838, il entrait au conseil général du Puy-de-Dôme dont il sera élu président en 1870 et le restera jusqu'à sa mort. Il devint député de Clermont-Ferrand de 1846 à 1848, maire d’Aubiat et officier de la Légion d'honneur. c'était aussi un savant éminent, membre de l'Académie des sciences, belles-lettres et arts de Clermont-Ferrand.
En 1873, il achète le château de Cordès à la famille Grangier de Lamothe. Il fut avec son gendre, Louis François Adolphe de Bonnevie de Pogniat (1814-1890), qui avait épousé sa fille, Hélène, le mécène qui fit reconstruire l’église d’Aubiat.

## Publications
- 1841. Relation de la mission du lieutenant-général comte Beker auprès de l'empereur Napoléon, depuis sa seconde abdication jusqu'au passage à bord du Bellerophon.
- 1842. Rapport fait à la Commission de l'Académie des Sciences, Belles-Lettres et Arts de Clermont-Ferrand, sur le prolongement du Chemin de Fer de Bourges à Clermont.
- 1842. Vie du général comte Beker, pair de France.
- 1852. Le général Desaix, étude historique.
- 1852. Embranchement du chemin de fer du Centre sur Roanne.
- 1854. Concile de Clermont en 1095.
- 1855. Exposition universelle de 1855.
- 1862. Discours à l'Académie des Sciences, Belles-Lettres et Arts de Clermont-Ferrand.
- 1864. Discours prononcé par F. M-Beker, Cte de Mons, président de l'Académie, à la séance publique du 20 décembre 1863.
- 1865. Discours prononcé à l'ouverture de la session du Conseil général du Puy-de-Dôme.
- 1867. Spiritualisme et panthéisme.
- 1880. De l’instruction primaire, laïque et obligatoire.
- 1884. Crise agricole et libre-échange.